# Битюс
Битюс (на гръцки: Biθύας; на латински: Beithys or Bithyas) е тракийски аристократ, син на тракийския одриски цар Котис Втори.
По време на водената битка при Пидна разказва Плутарх през 168 пр.н.е. той командвал с баща си тракийските военни контингенти, съюзници на македонския цар Персей. Плутарх разказва, че въпреки че римските войски загубили битката срещу траките и спечелили срещу македонците, той бива пленен от римляните и изпратен в Рим. Тогава баща му Котис отива в Рим и бива изслушан от Сената, който освободил Битюс, срещу освобождаване от тракийски плен на римски войници и офицери взети от цар Котис при Пидна. Между Одриско царство и Рим били установени официални отношения.
Той е цар през 140 пр.н.е. – до ок. 120 пр.н.е. По други източници е син на Котис IV.